# Umskije Dwory
Umskije Dwory (russisch Умские Дворы) ist ein Dorf (derewnja) in der Oblast Kursk in Russland. Es gehört zum Rajon Fatesch und zur Landgemeinde (selskoje posselenije) Werchnechotemlski selsowjet.

## Geographie
Der Ort liegt gut 34 km Luftlinie nordwestlich des Oblastverwaltungszentrums Kursk im südwestlichen Teil der Mittelrussischen Platte, 10 km südöstlich des Rajonverwaltungszentrums Fatesch, 3 km vom Sitz des Dorfsowjet – Werchni Choteml, 102 km von der Grenze zwischen Russland und der Ukraine, am Torrente Umski im Becken der Swapa.

### Klima
Das Klima im Ort ist wie im Rest des Rajons kalt und gemäßigt. Es gibt während des Jahres eine erhebliche Niederschlagsmenge. Dfb lautet die Klassifikation des Klimas nach Köppen und Geiger.

## Bevölkerungsentwicklung
| Jahr | Einwohner |
| ---- | --------- |
| 1979 | 145       |
| 2002 | 67        |
| 2010 | 50        |

Anmerkung: Volkszählungsdaten

## Verkehr
Umskije Dwory liegt an der Fernstraße föderaler Bedeutung M2 „Krim“ als Teil der Europastraße E105, 25 km von der Straße regionaler Bedeutung 38K-018 (Kursk – Ponyri), 3 km von der Straße 38K-039 (Fatesch – 38K-018), 1,5 km von der Straße interkommunaler Bedeutung 38N-783 (M2 „Krim“ – Kossilowo, mit Auffahrt nach Dobrochotowo) und 29 km von der nächsten Eisenbahnhaltestelle 521 km (Eisenbahnstrecke Orjol – Kursk) entfernt.
Der Ort liegt 156 km vom internationalen Flughafen von Belgorod entfernt.